# Воловарово
Воловарово (болг. Воловарово) — село в Болгарии. Находится в Старозагорской области, входит в общину Чирпан. Население составляет 2 человека.

## Политическая ситуация
В местном кметстве Свобода, в состав которого входит Воловарово, должность кмета (старосты) исполняет Петко Стойчев Петков (Болгарская социалистическая партия (БСП)) по результатам выборов.
Кмет (мэр) общины Чирпан — Васил Георгиев Донев (коалиция: Политическое движение социал-демократов (ПДСД) и Объединённый блок труда (ОБТ)) по результатам выборов в правление общины.